# Drepananthus cauliflorus
Drepananthus cauliflorus là loài thực vật có hoa thuộc họ Na. Loài này được Carl Adolf Georg Lauterbach và Karl Moritz Schumann mô tả khoa học đầu tiên năm 1900 dưới danh pháp Cyathocalyx cauliflorus. Năm 2010 Surveswaran S. et al. chuyển nó sang chi Drepananthus.

## Phân bố
New Guinea.